# 63뷔페 파빌리온
63뷔페 파빌리온(영어: 63Buffet Pavilion)은 대한민국의 뷔페 브랜드다. 2006년 한화63시티가 설립했으며, 현재는 한화푸드테크가 운영 중이다. 서울특별시 내 63스퀘어, 아이파크몰 용산점에 위치해 있다.

## 역사
2006년 한화63시티는 63빌딩을 전면 개보수하며 63스퀘어로 새로 명명하는 한편, 기존 뷔페 레스토랑 '63분수프라자'를 현재의 이름으로 개칭 및 재개점했다. 63분수프라자는 1985년 63빌딩 완공과 함께 론칭되었다.  2016년 2월 한화갤러리아가 면세점 사업에 진출하며 아쿠아플라넷 63과 함께 '소프트 리뉴얼' 형태로 개편됐다. 2024년 7월 퐁피두 센터의 분관 '퐁피두 센터 한화 서울'을 유치함에 따라 임시 휴업 후, 같은 해 12월 아이파크몰 용산점에 분점을 최초 개장했다.

## 운영
- 63뷔페 파빌리온: 63스퀘어

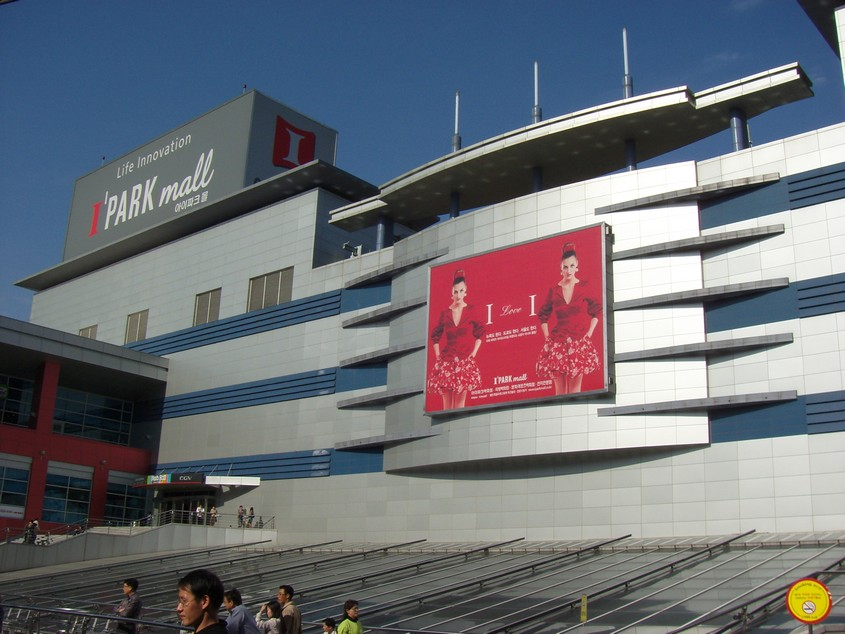
아이파크몰 용산점 리빙파크 8층에 위치한 '63뷔페 파빌리온 용산'을 운영 중이다.

- 63뷔페 파빌리온 용산: 아이파크몰 용산점

## 평가
63뷔페 파빌리온은 《블루리본 서베이》에 3년 연속 〈서울의 맛집〉으로 수록되고, 《한겨레》의 토요 연재 만화 〈오늘도 냠냠냠〉과 동명의 도서 시리즈에도 소개됐다. 2024년 12월 문을 연 '63뷔페 파빌리온 용산'은 오픈 27일 만에 누적 방문객 1만 명을 기록했다.

## 같이 보기
- 더 파크뷰
- 라세느
- 아리아